# Beda Röcker
Beda Röcker (* 21. Juli 1913 in Warnitz/Neumark; † nach 1952) war eine deutsche Politikerin (CDU) in der DDR. Sie war von 1950 bis 1952 Abgeordnete des Brandenburger Landtages.

## Leben
Beda Röcker, gelernte Stenotypistin, wurde nach dem Zweiten Weltkrieg  Mitglied der Christlich-Demokratischen Union Deutschlands (CDU). Sie wurde Kreistagsabgeordnete und Kreisgeschäftsführerin des CDU-Kreisverbandes Oberbarnim sowie Mitglied des CDU-Landesvorstandes Brandenburg. Als sie im Oktober 1950 in den Landtag gewählt wurde, wohnte sie in der Goethestraße in Bad Freienwalde.